# Veli Sikavac
Veli Sikavac je nenaseljeni otočić u hrvatskom dijelu Jadranskog mora uz obalu otoka Paga kod mjesta Vlašići, Zadarska županija. Starija imena su mu Veliki Ćićavac ili Ćikavac (zajedno s Malim Sikavcem: Ćićavci, Ćikavci) i Sveti Pavao, očito po jednoj od dvije crkvice čiji su ostaci vidljivi.
Površina mu iznosi 0,148 km². Duljina obalne crte iznosi 1,76 km.
Višemjesečna istraživanja na otočiću Veliki Sikavac dovela su do senzacionalnog arheološkog otkrića. Pronađeni su ostaci bizantske utvrde iz 6. stoljeća, sa šest kula, dvadeset prolaza, trideset sedam objekata i dva trga.